# Hércules luchando con Anteo
Hércules luchando con Anteo, o Lucha de Hércules con Anteo o es un lienzo realizado por Francisco de Zurbarán. Esta obra pertenece a una serie pictórica de diez lienzos, sobre los trabajos de Hércules, situada en su origen en el Salón de Reinos del Palacio del Buen Retiro.

## Introducción
Zurbarán incluyó esta escena en la serie sobre Hércules en el Salón de Reinos, aunque no forma parte de los doce trabajos de Hércules ordenados por Euristeo. Sin embargo, tiene un sentido en dicho conjunto: en Las metamorfosis de Ovidio, Hércules es un héroe virtuoso, que salva a la humanidad, tanto por su fuerza como por su inteligencia. Al mismo tiempo, el rey Felipe IV podría acabar con sus enemigos por muy poderosos que fueran, gracias a su buen gobierno.

## Tema de la obra
Anteo era un gigante norteafricano, hijo de Gea —diosa de la tierra— y de Poseidón —dios del mar—, que obligaba a los viajeros que pasaban por su tierra a luchar con él. En contacto con la tierra -—su madre— obtenía una fuerza descomunal, con la que vencía a todos sus oponentes, usando sus cráneos para edificar un templo a su padre. Cuando Hércules lo encontró, lo derribó tres veces, pero en vano. Entonces Atenea le aconsejó que levantara del suelo, con lo que perdería su vigor. Hércules así lo hizo, pudiendo de esta forma destruir al malvado Anteo.

## Análisis de la obra

### Datos técnicos y registrales
- Madrid, Museo del Prado, (Inv. n° P001246)[3]
- Pintura al óleo sobre lienzo;
- Medidas: 136 x 153 cm;
- Fecha de realización: ca.1634; Restaurado en 1967;
- Consta con el n º. 81 en el catálogo de O. Delenda, y con el 140 el de Tiziana Frati.[4]

### Descripción de la obra
Parece que, en esta ocasión, Zurbarán no se basó en un grabado de Cornelis Cort, sino que —según Soria— recurrió a una estampa de Hans Sebald Beham, tomando de ella la posición de los brazos y piernas de Hércules, el paisaje rocoso —aquí convertido en una caverna— y el brazo y la pierna derecha de Anteo. No sabiendo como componer el brazo izquierdo de dicho gigante, optó por no concluirlo.
Se suele considerar que este es uno de los cuadros de menor calidad de toda la serie, aduciéndose la participación de un ayudante poco dotado. Zurbarán a buen seguro se ocupó de la cabeza de Hércules, que mantiene el mismo rostro de aire rústico y expresión irónica que en Hércules desvía el curso del río Alfeo. Los fallos en esta obra debían quedar en parte corregidos en su colocación en altura, y pese a ellos, representa perfectamente la victoria de Hércules sobre un personaje siniestro.

## Procedencia
1. Madrid, Palacio del Buen Retiro, Salón de Reinos, 1634;
2. Madrid, Palacio de Buenavista, 1810 (?)-1819 (?);
3. Transferido al Real Museo de Pintura y Escultura (actual Museo del Prado) en 1819.[7]